# Коноваловка (Кербулацький район)
Конова́ловка (каз. Коноваловка) — село у складі Кербулацького району Жетисуської області Казахстану. Входить до складу Когалинського сільського округу.
Населення — 13 осіб (2021; 141 у 2009, 188 у 1999, 246 у 1989).